# Entomobrya comparata
Entomobrya comparata är en urinsektsart som beskrevs av James P. Folsom 1919. Entomobrya comparata ingår i släktet Entomobrya och familjen brokhoppstjärtar. Inga underarter finns listade i Catalogue of Life.